# 小祖比夫希納

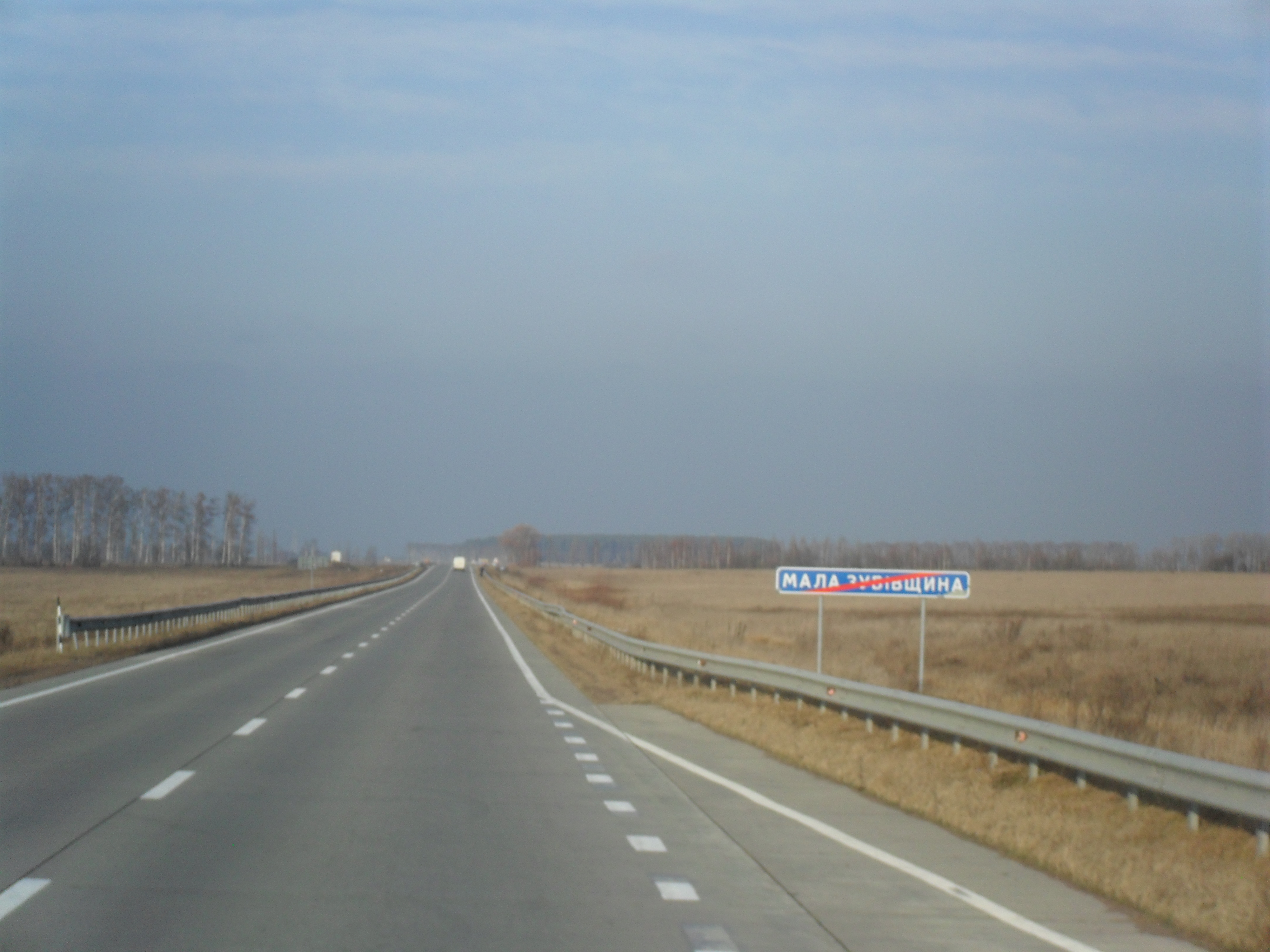
小祖比夫希納的道路

50°56′15″N 28°50′39″E / 50.93750°N 28.84417°E
小祖比夫希納（烏克蘭語：Мала Зубівщина），是烏克蘭的村落，位於該國北部日托米爾州，由科羅斯堅區負責管轄，始建於1870年，面積2.16平方公里，海拔高度175米，2001年人口580，人口密度每平方公里268.89人。